# SIEL (RER d'Île-de-France)
Le SIEL du RER d'Île-de-France est un ensemble d'équipements (ordinateurs, serveurs et écrans sur les quais) qui permettent d'informer les voyageurs en temps réel. Les informations diffusées sur les écrans de quai comportent les codes missions des trains, leurs destinations, le temps d’attente avant l'arrivée du prochain train ou son heure de passage. En cas de trafic perturbé, les heures de passage sont remplacées par la position géographique du train sur la ligne (train situé à une gare ou entre deux gares).
Le système SIEL permet également, en cas de retard, d'indiquer aux voyageurs la ou les cause(s) de l'incident (bandeau jaune).

## Panneau de passage

### Afficheurs cathodiques

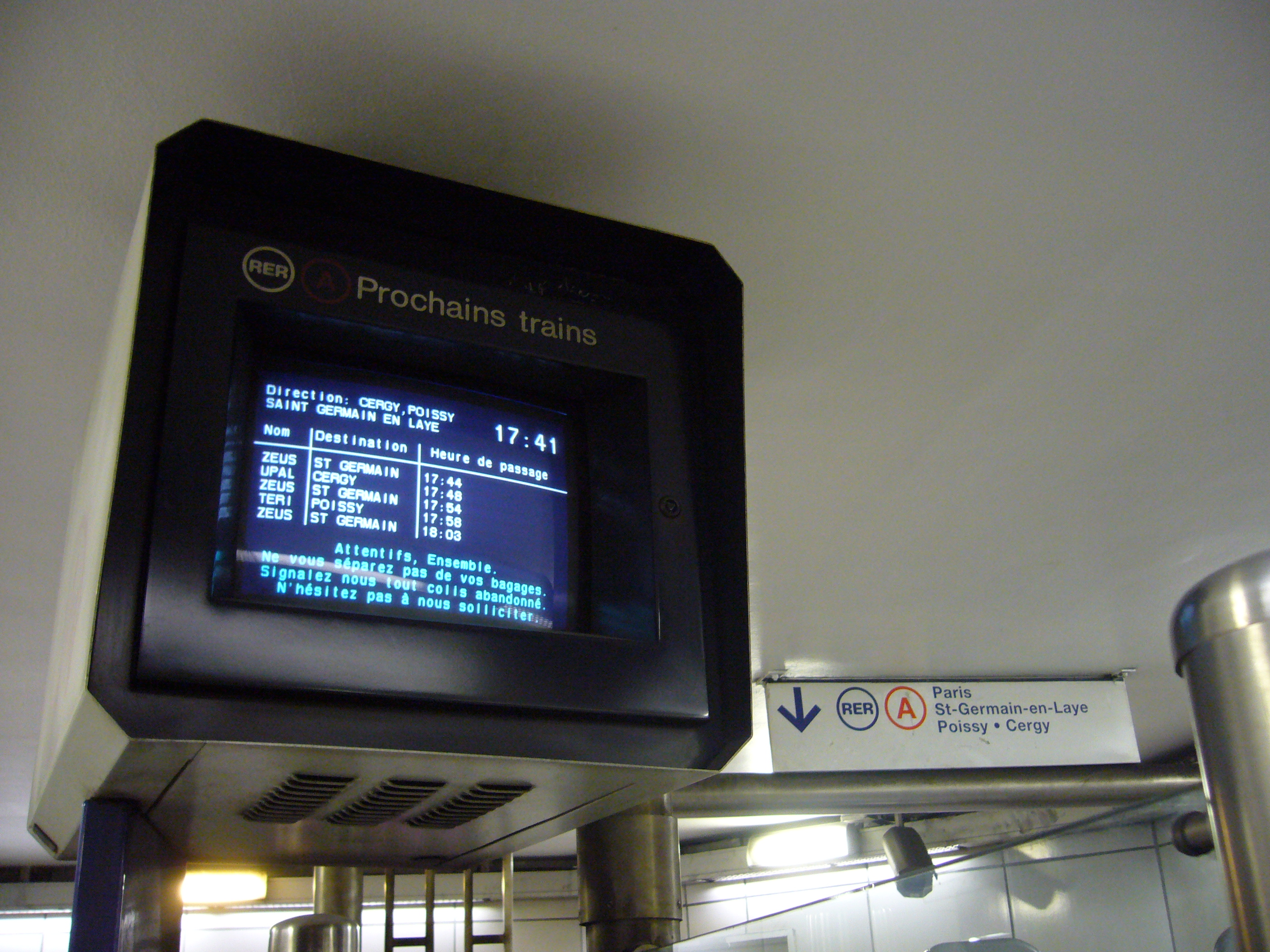
Ancien écran à tube cathodique en gare de Vincennes.

Le système SIEL voit le jour en avril 1992. Il est composé d'afficheurs cathodiques installés dans les gares délivrant en temps réel de l'information voyageurs sur le trafic. Il permet d'informer les usagers sur la destination et l'heure de passage des cinq prochains trains ainsi que les retards et perturbations impactant le trafic. Les deux lignes A et B du RER gérés par la RATP étaient équipés de ces écrans,.

### Écran IMAGE
En 2012, la RATP mène un projet nommé Information multimodale généralisée dans les espaces (IMAGE). Ce projet amène à l'installation progressive, à compter de 2014, de nouveaux écrans LCD à la place des anciens afficheurs cathodiques.
Une refonte de ces écrans se déroule le 3 avril 2018 avec notamment la transition de l'affichage des prochains trains en temps d'attente au lieu de leurs heures de passage.
Dans les gares de Châtelet - Les Halles et du Val de Fontenay, des écrans indiquent les passages des prochains trains SNCF du RER D et du RER E.

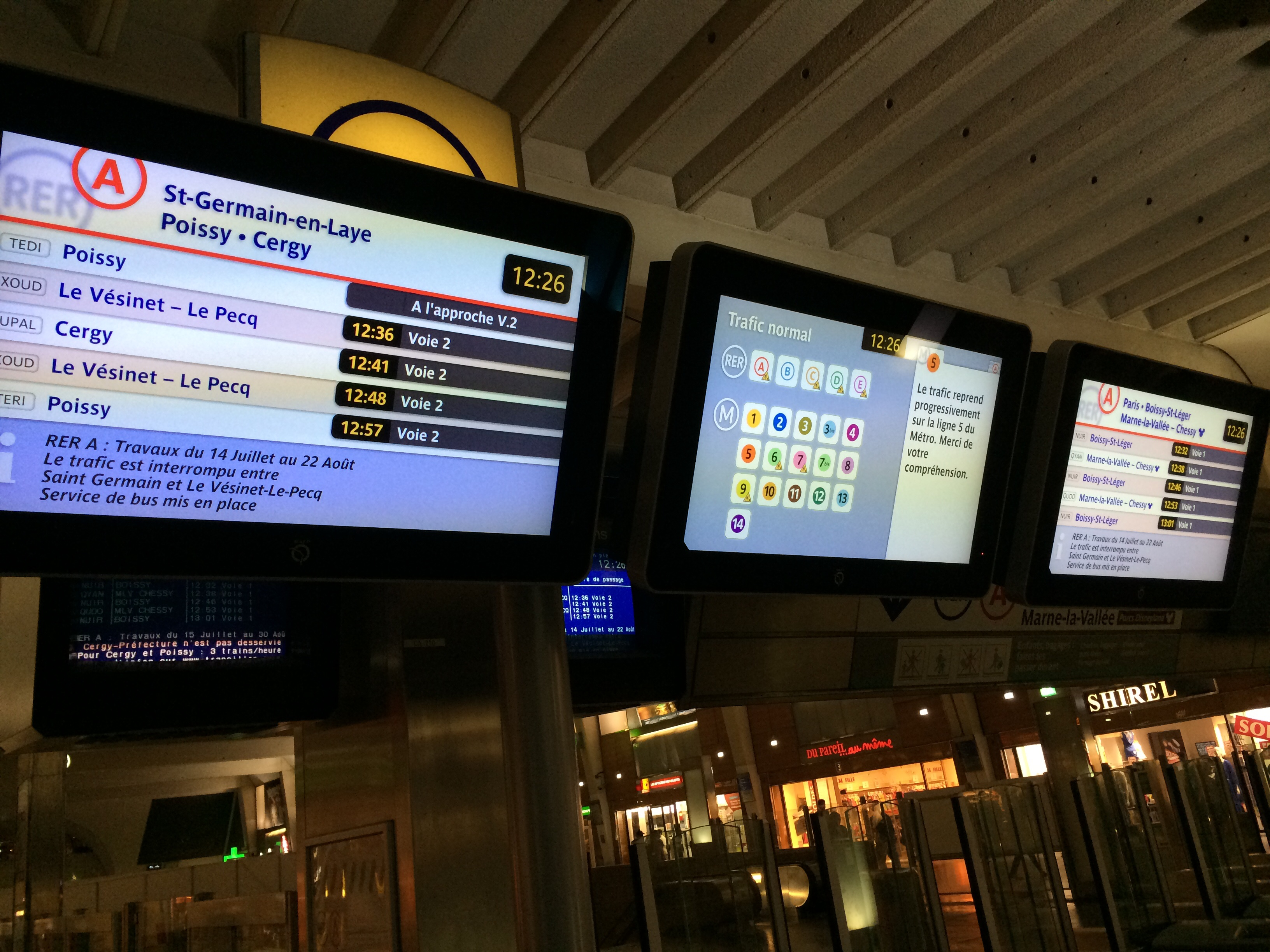
Écran IMAGE en gare de la Défense en 2014. On voit derrière les anciens afficheurs à tubes cathodiques déposés ensuite.
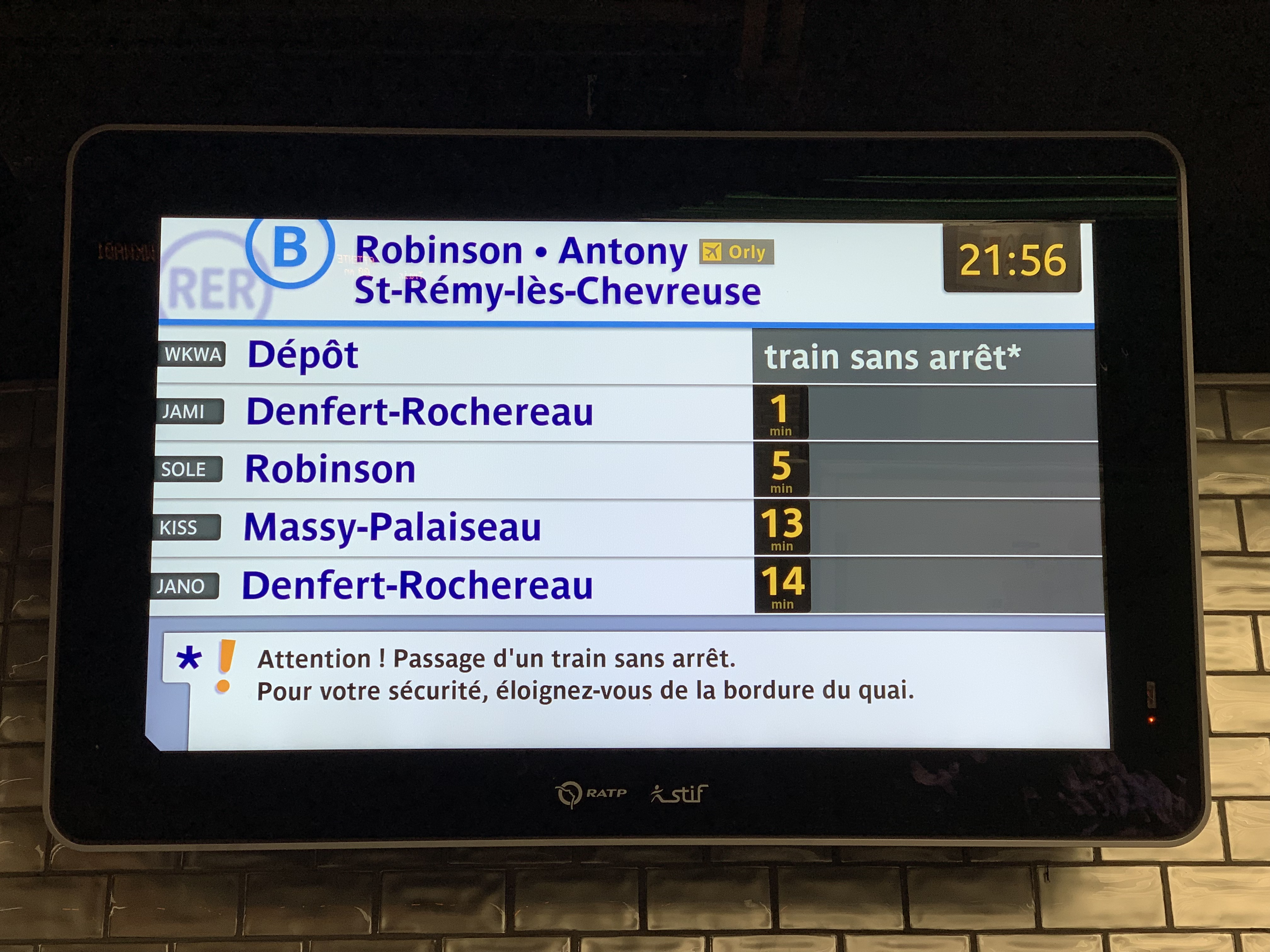
Écran plus récent en gare de Châtelet - Les Halles.
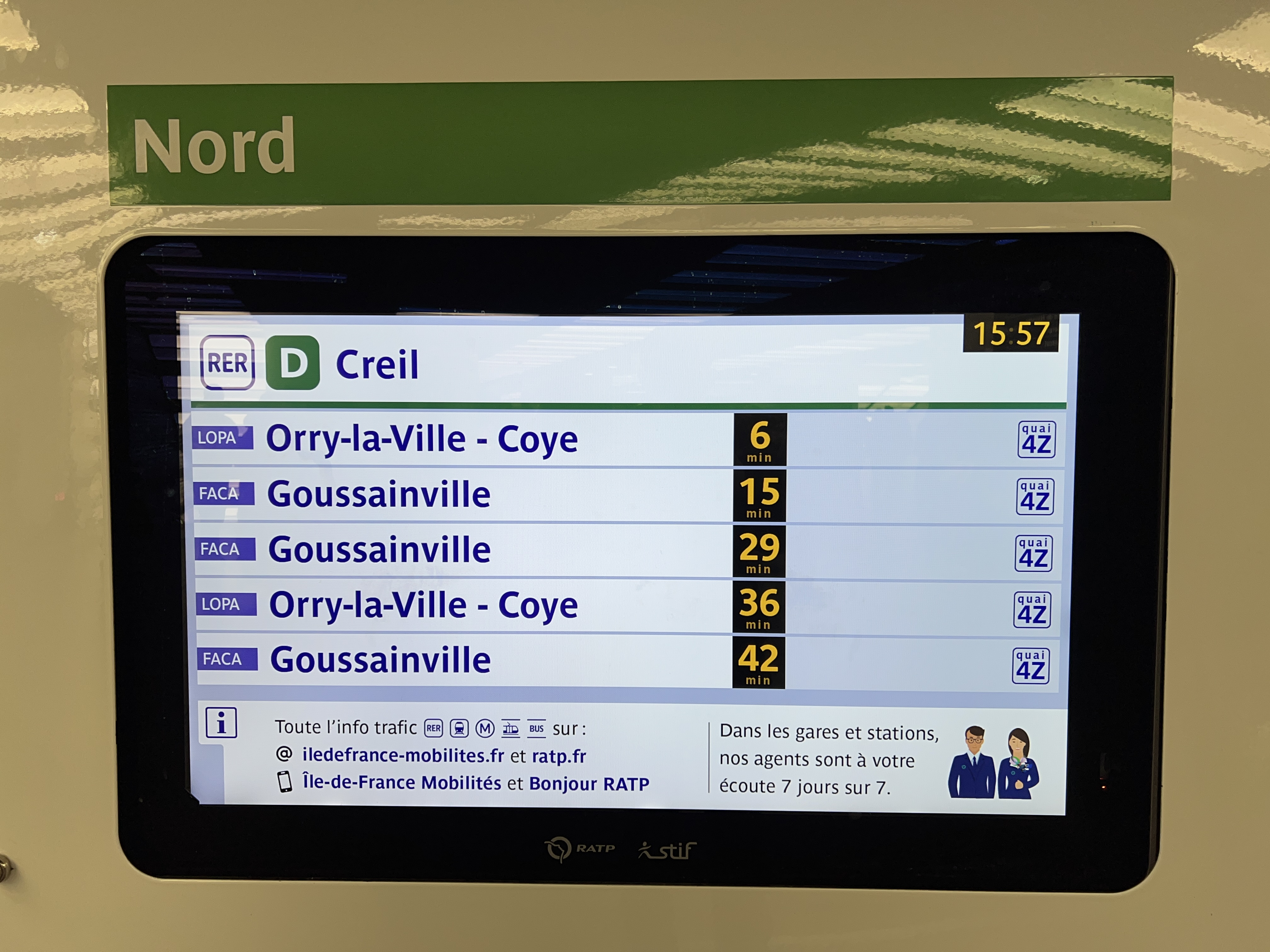
Écran en gare de Châtelet - Les Halles affichant les trains SNCF du RER D.
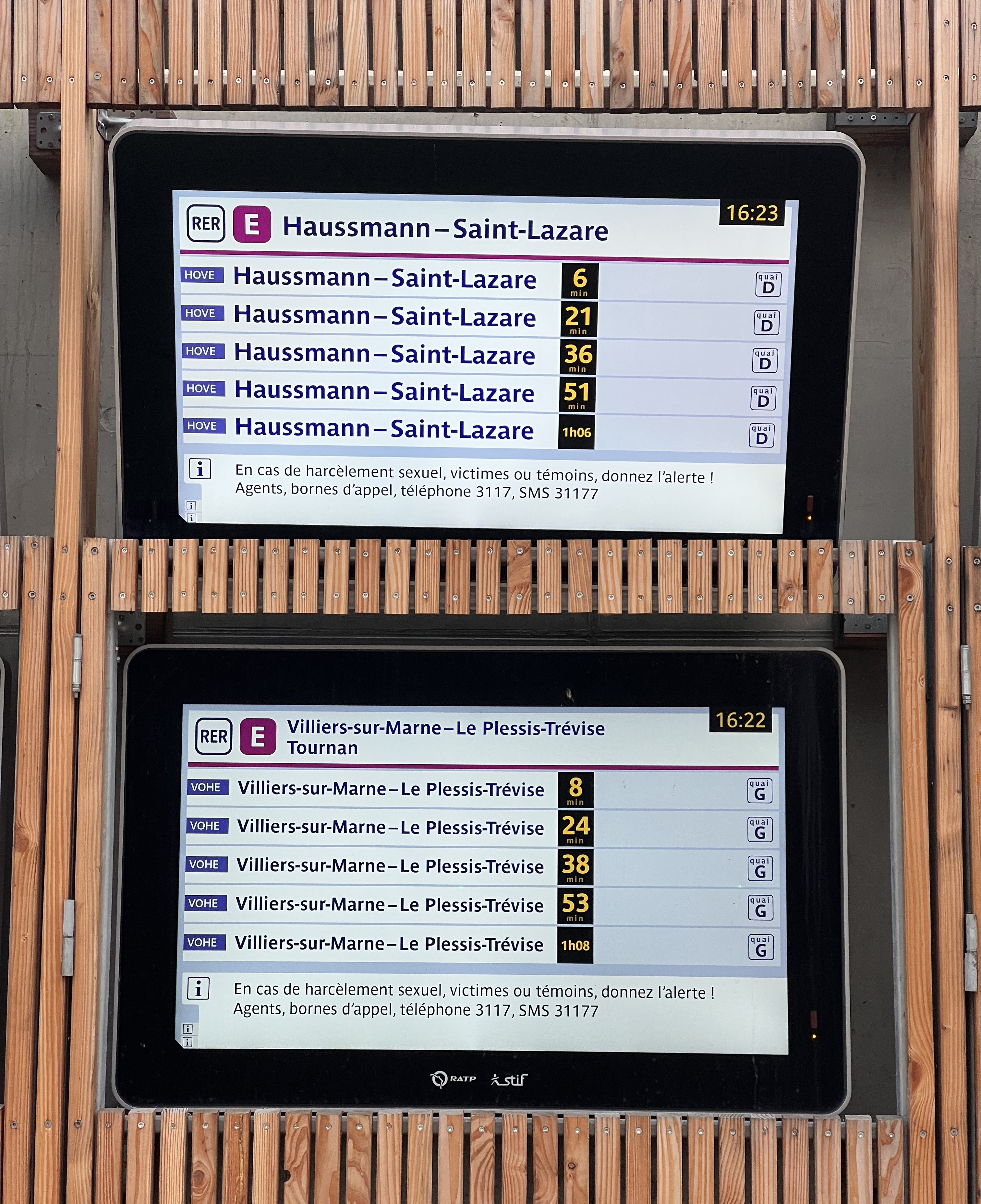
Écrans en gare du Val de Fontenay affichant les trains SNCF du RER E.

## Panneau de desserte

### Panneau indicateur de direction (PID)
Un panneau indicateur de direction (PID) permet d'afficher la desserte du prochain train. Ce système indique la desserte du train avec un voyant en regard de ses prochaines gares d'arrêt. Ces panneaux étaient également utilisés pour les trains du RER D dans une gare RATP avant leurs remplacements par des écrans Infogare.
À compter de 2012, ces panneaux sont remplacés par un système équivalent plus récent avec l'indication de la destination et du code mission du train.

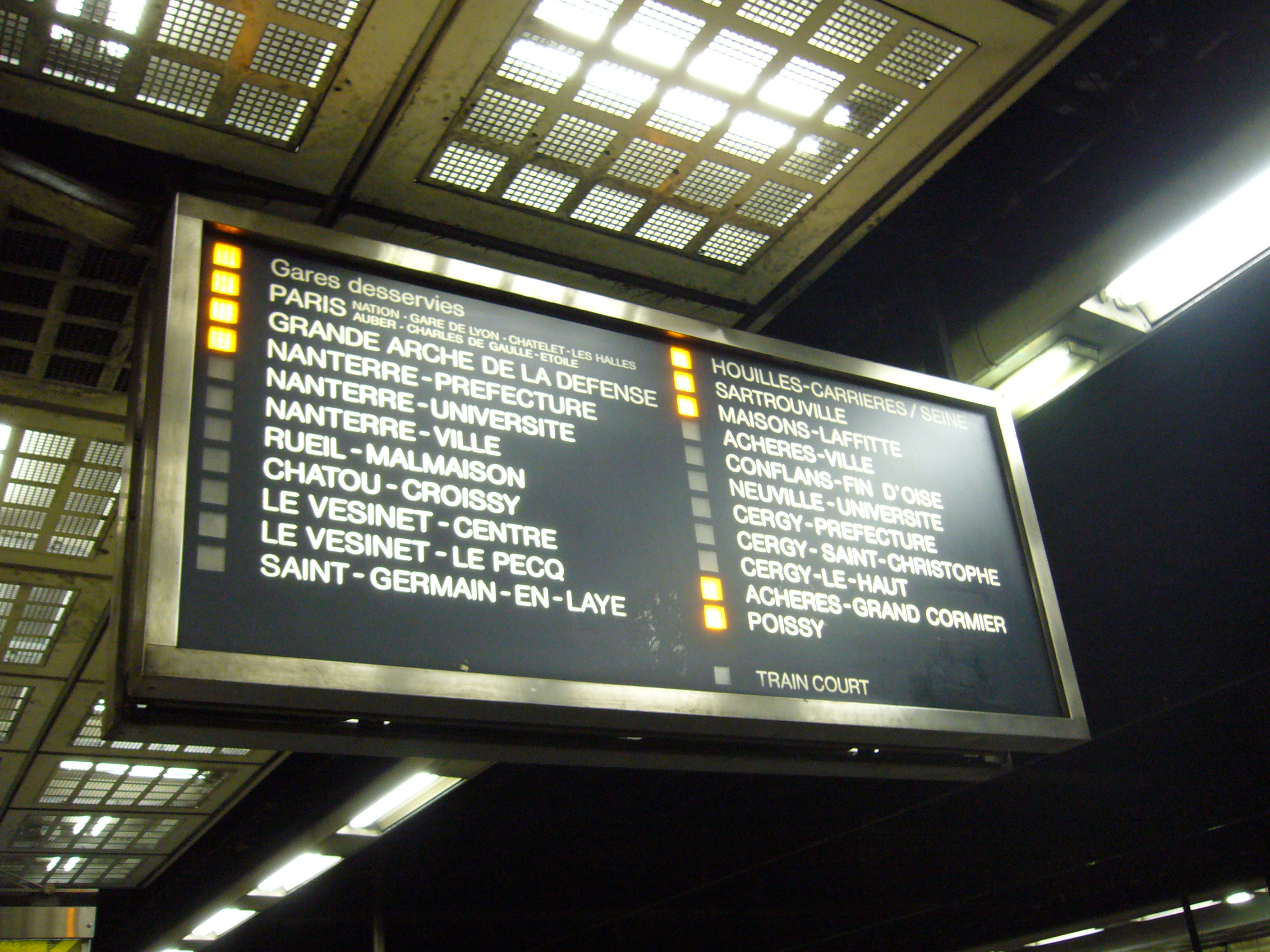
Première génération de PID en gare de Vincennes.
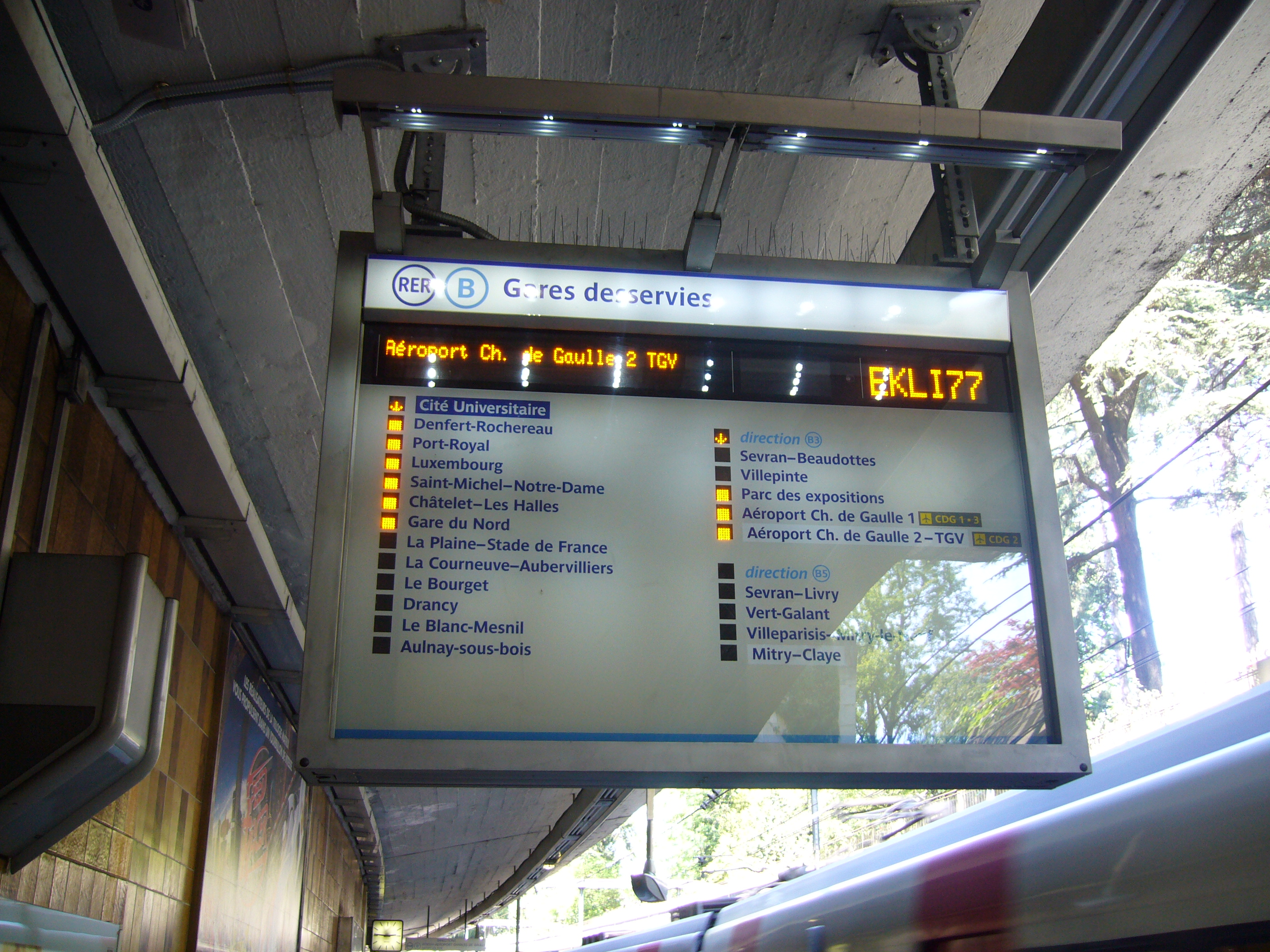
Seconde génération de PID en gare de Cité universitaire.
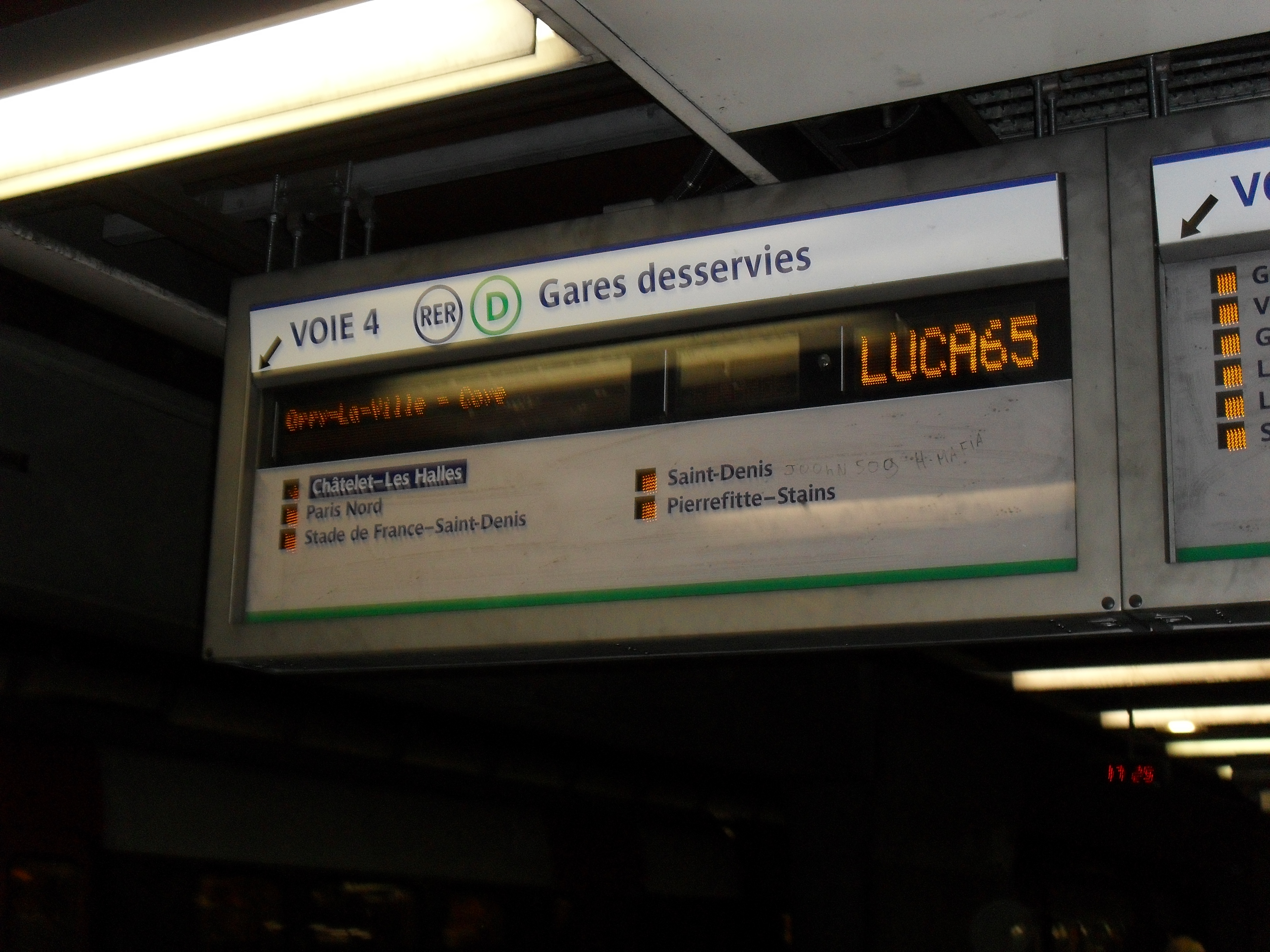
PID du RER D en gare de Châtelet - Les Halles avant son remplacement par un écran Infogare.

### Panneau d’affichage des dessertes (PAD)
En 2018, une nouvelle génération d'afficheur nommée Système de panneaux afficheurs de desserte (Syspad) ou Panneau d’affichage des dessertes (PAD) est développée. Des premiers écrans sont testés en septembre 2018 dans la gare du Val de Fontenay et à Paris-Gare-de-Lyon avant que le système soit progressivement déployé à compter de novembre 2019 sur le reste des gares du RER A. Ces écrans sont déployés depuis octobre 2023 dans les gares RATP du RER B.

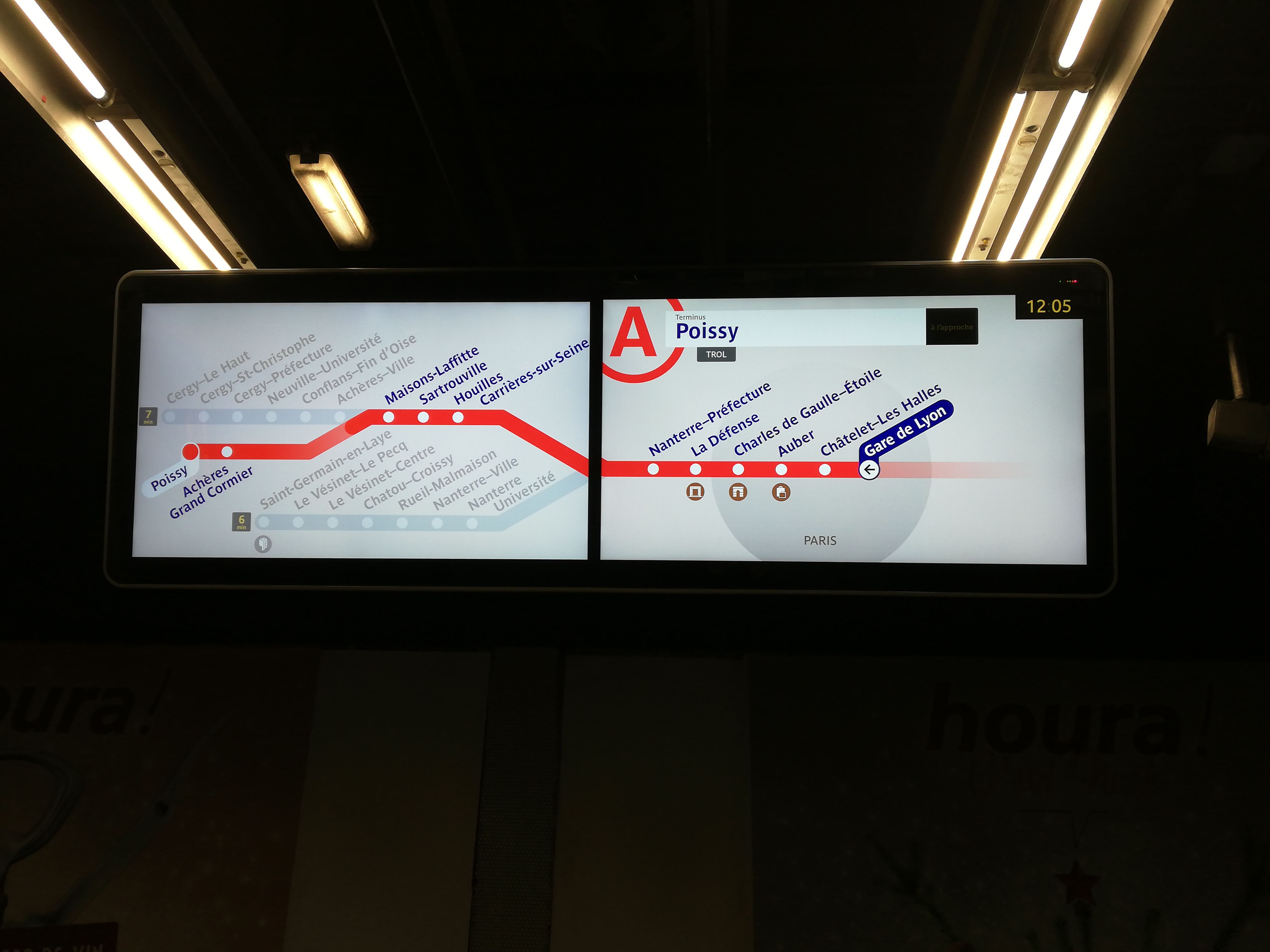
PAD horizontal à Paris-Gare-de-Lyon.
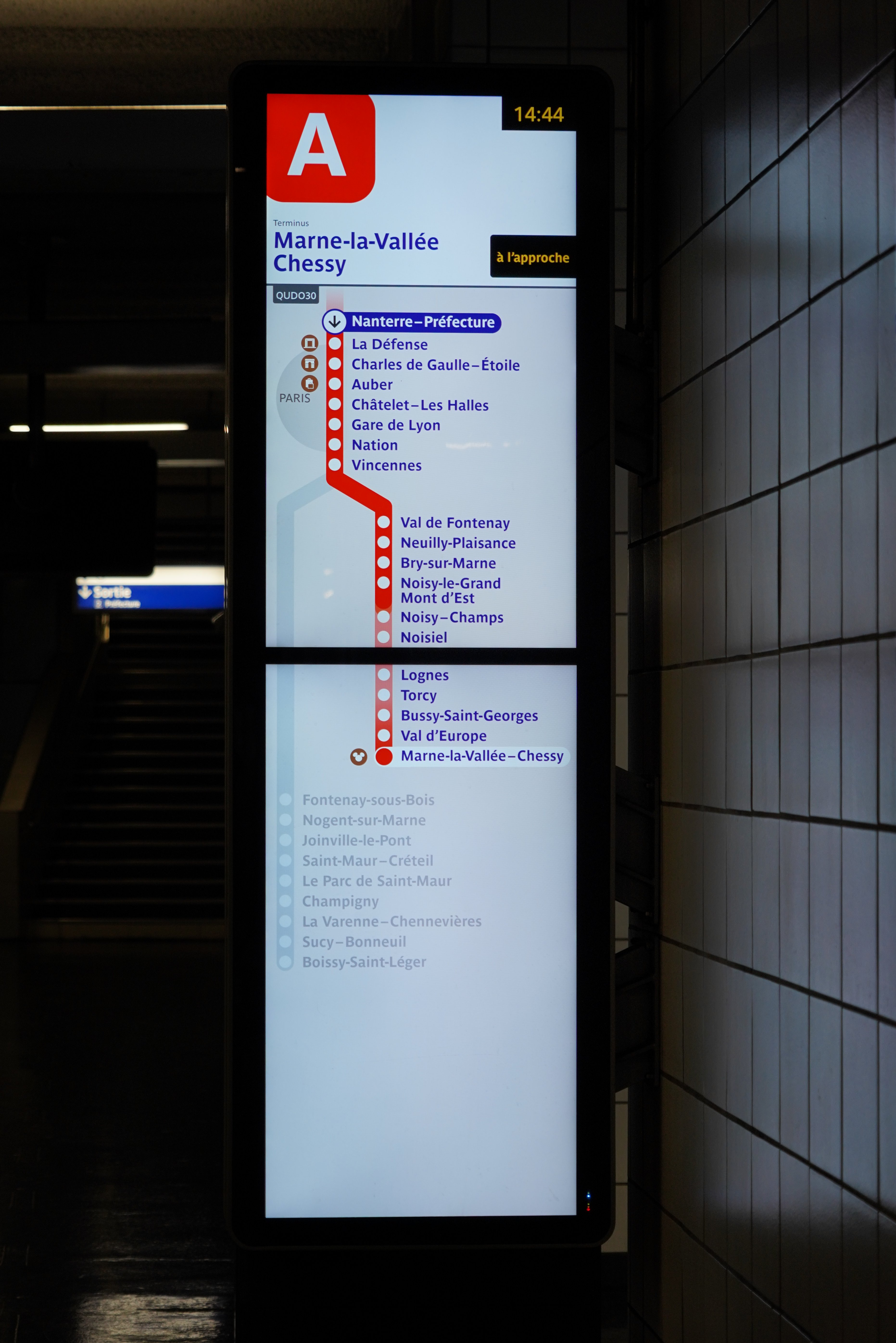
PAD vertical en gare de Nanterre-Préfecture.